# 傑羅腔吻鱈
傑羅腔吻鱈，為輻鰭魚綱鱈形目鼠尾鱈科的其中一種，分布於東大西洋幾內亞灣至安哥拉海域，深度200-510公尺，體長可達26.5公分，屬深海底棲性魚類，棲息在大陸棚底中層水域，生活習性不明。